# Пътешествие на Глориосо
Пътешествието на Глориосо включва четири морски сражения, проведени през 1747 г. по време на Англо-испанската война за асентото между испанския 70-оръдеен линеен кораб „Глориосо“ и няколко британски ескадри от линейни кораби и фрегати, които се опитват да го пленят. „Глориосо“, който превозва 4 милиона сребърни реала от Испанска Америка, успява да отблъсне две нападения при Азорските острови и нос Финистер и успешно разтоварва парите в пристанището Коркубион, Северна Испания.
Няколко дни след разтоварването, докато плава към Кадис за ремонт, „Глориосо“ е нападнат последователно близо до нос Сао Висенте от четири британски капера и след това от линейните кораби „Дартмут“ и „Ръсел“ от флота на адмирал Джон Бинг. „Дартмут“ е взривен, при което загива почти целият екипаж, но 92-оръдейният „Ръсел“ накрая принуждава „Глориосо“ да се предаде. Британците го откарват в Лисабон, където е унищожен поради тежките щети от битката. Командирът на кораба Педро Месиа де ла Серда и неговите хора са откарани във Великобритания като пленници, но са смятани за герои в Испания и печелят уважението на враговете си. Няколко британски офицери са съдени от военен съд и изключени от флота заради лошо командване.

## Ход на военните действия

### Първа битка (Азорски острови)
През юли 1747 г. испанският линеен кораб „Глориосо“, построен в Хавана през 1740 и командван от капитан Педро Месиа де ла Серда, се завръща в Испания от Америка, като превозва важен товар от около 4 милиона сребърни реала, когато на 25 юли е забелязан британски търговски конвой, който изниква от мъглата близо до Флорес, един от Азорските острови. Когато мъглата се вдига по обед, де ла Серда открива че има десет британски кораба, от които три военни – 60-оръдейния линеен кораб „Уоруик“, 40-оръдейната фрегата „Ларк“ и бриг с 20 оръдия.
Де ла Серда се подготвя за сражение, но се опитва да избегне битката, за да не рискува товара, за който е отговорен. Британците започват да преследват испанския кораб и в 9:00 ч. по-лекият бриг настига „Глориосо“ и следва неефективна размяна на изстрели. Около 14:00 ч. обаче силен вятър позволява на другите британски кораби да се приближат.
Джон Круукшанкс, командващият на ескорта на конвоя, изпраща брига да пази търговците и заповядва на „Ларк“ да нападне „Глориосо“. След силна стрелба от страна на испанския кораб британската фрегата получава тежки щети по трюма и такелажа. След това се приближава и „Уоруик“ и влиза в битката, но остава без мачти и е принуден да се оттегли. В битката „Глориосо“ е ударен от четири гюлета в трюма и получава щети по такелажа. Убити са пет души, от които двама цивилни, а 44 са ранени. Въпреки големите щети по „Уоруик“, там има само четирима убити и 20 ранени.
Когато британското Адмиралтейство е уведомено за сражението, Круукшанкс е съден за отказване на помощ и небрежност в битка. Обявен е за виновен за поражението и е отстранен от флота, въпреки че му е позволено да запази ранга си.

### Втора битка (Галисийко крайбрежие)
След това сражение, „Глориосо“ продължава да плава към Испания. Част от щетите са поправени по време на пътуването, но по-тежките щети е трябвало да се оправят в пристанище. Въпреки това „Глориосо“ успява да отблъсне атаката на три британски кораба от флота на адмирал Джон Бинг близо до нос Финистер. Това са 50-оръдейният линеен кораб „Оксфорд“, 24-оръдейната фрегата „Шорхам“ и 20-оръдейният бриг „Фалкон“. След тричасова битка и трите кораба понасят тежки щети и са принудени да се оттеглят. Капитан Калис от „Оксфорд“ по-късно е съден, но за разлика от Круукшанкс, е оправдан. „Глориосо“ губи бушприта си и има няколко пострадали, но на следващия ден, 16 август, влиза в пристанището Коркубион и разтоварва товара.

### Трета и четвърта битка (нос Сао Висенте)
В Коркубион екипажът на „Глориосо“ успява на направи най-неотложните поправки и да направи кораба годен за плаване. Капитан да ле Серда решава да се отправи към Ферол, но насрещни ветрове повреждат такелажа на „Глориосо“ и корабът трябва да се отправи към Кадис. Първоначално плава далече от португалското крайбрежие, за да избегне други сблъсъци с британците. Въпреки това на 17 октомври, близо до нос Сао Висенте, среща ескадра от четири британски капера, командвани от комодор Джордж Уолкър. Ескадрата, наречена Кралското семейство заради имената на корабите, включва фрегатите „Крал Джордж“, „Принц Фредерик“, „Принцеса Амелия“ и „Херцог“, с общо 960 души и 120 оръдия.
В 8 ч. сутринта „Крал Джордж“, флагманът на ескадрата, успява да се приближи до „Глориосо“ и двата кораба разменят изстрели, като в резултат на първия залп от страна на „Глориосо“, британският кораб губи главната си мачта и две оръдия. Испанците и британците продължават стрелбата за три часа и поради тежките щети се разделят. „Глориосо“ продължава пътя си на юг, преследван от останалите три фрегати, които по-късно са подсилени от два линейни кораба, 50-оръдейния „Дартмут“ и 92-оръдейния „Ръсел“.
Капитанът на „Дартмут“, Джон Хамилтън, успява да разположи кораба си до „Глориосо“, но след тежка размяна на залпове, барутният погреб на британския кораб се запалва и той се взривява в 15:30 ч. Капитан Хамилтън и почти целият екипаж загиват в пламъците. Само един лейтенант, Кристофър О'Брайън, и 11 моряци се спасяват. Някои източници споменават за 14 оцелели от 300 души екипаж. Според един от оцелелите, „Дартмут“ е бил оставен без мачти и тежко повреден от испанския обстрел, когато гюле от „Глориосо“ удря барутния погреб и го запалва, от което барутът пламва и корабът се взривява. Той споменава за 15 оцелели от екипаж от 325. Тези хора са спасени от лодки от „Принц Фредерик“. На другата вечер трите фрегати, заедно с „Ръсел“, приклещват „Глориосо“ и започват да го обстрелват. Испанците се съпротивляват от полунощ до 9 ч. сутринта, когато малко преди да потъне, без мачти и с 33 убити и 130 ранени на борда, капитан Педро Масиа де ла Серда, като вижда че съпротивата е невъзможна, предава кораба. На „Ръсел“ има 12 убити и няколко ранени. Други са осем загинали на „Крал Джордж“.

## Последици
След битката британските кораби отплават за Лисабон заедно с „Глориосо“. Испанският кораб е прегледан, но поради щетите не е взет в британския флот, и е разрушен. Комодор Уолкър, командващ на четирите каперски фрегати, получава сурови упреци от един от собствениците на Кралското семейство за това, че е рискувал кораба си срещу по-силен враг, на което Уолкър отговаря:
| „                                              | Ако съкровището беше на борда на „Глориосо“, както очаквах, скъпи ми господине, оплакването Ви щеше да е различно. Или ако го бяхме оставили да се измъкне със съкровището на борда, какво тогава щяхте да кажете? | “ |
| Комодор Джордж Уолкър, Лисабон, октомври 1747. | |   |

Капитан де ла Серда и неговите хора, които са взети на борда на „Принц Фредерик“ и „Крал Джордж“, са доведени във Великобритания и затворени в Лондон, където получават възхищението на враговете си. Де ла Серда по-късно е повишен в чин комодор за своята смелост, а оцелелите от екипажа получават награди при завръщането си в Испания. Според някои британски източници, защитата на „Глориосо“ е сред най-светлите моменти в испанската военноморска история.